# Lycaena phlaeas

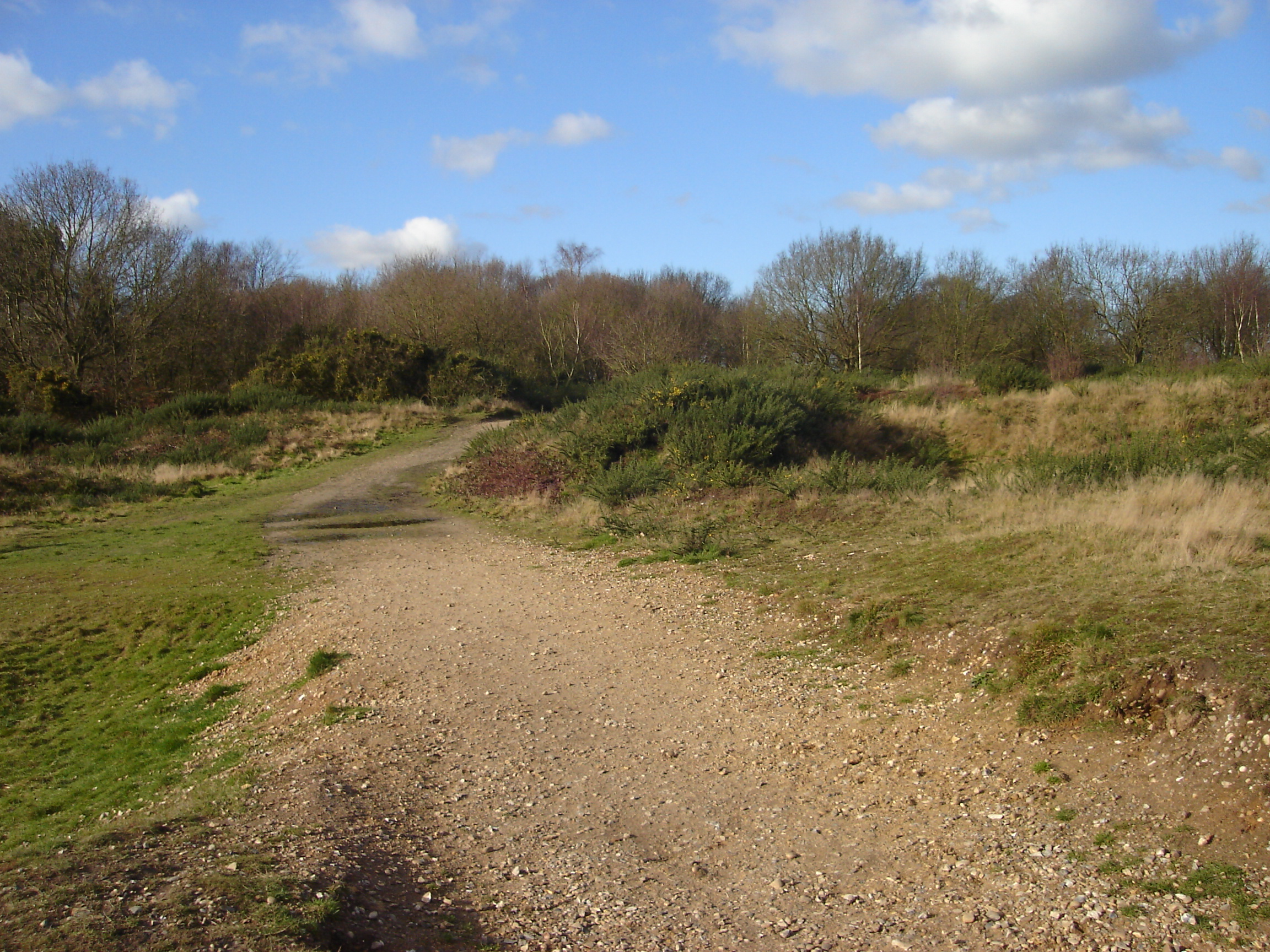
Habitatul pentru Lycaena phlaeas.Mousehold Heath, Anglia

Lycaena phlaeas este un fluture din familia Lycaenidae. În conformitate cu Guppy și Shepard (2001), se pare că numele său phlaeas este derivat ori din grecescul Phlego, "a arde" sau din latinescul Floreo, "a înflori".